# NGC 6474
NGC 6474 (również PGC 60850 lub UGC 10989) – galaktyka spiralna (Sbc), znajdująca się w gwiazdozbiorze Smoka. Odkrył ją Lewis A. Swift 22 lipca 1886 roku. Część źródeł błędnie oznacza tę galaktykę jako NGC 6473.
W galaktyce tej zaobserwowano supernową SN 2011bd.